# El hijo pródigo (Auguste Rodin)
El hijo pródigo es una escultura de Auguste Rodin realizada entre 1885 - 1887, como parte del proyecto de La Puerta del Infierno.

## Origen
Parte del conjunto escultórico La Puerta del Infierno. A su vez, proviene de la figura masculina de amor fugitivo.
La escultura es vinculada con otra obra de Rodin titulada Joven desesperado y la cabeza y el torso fueron usadas también en el conjunto escultórico Ugolino y sus hijos, asimismo también aparece en las maquetas para la entrada del Museo de Artes Decorativas de París.
El tema bíblico del hijo pródigo desentraña sentimientos y actitudes en la parábola que recoge Lucas en su evangelio (Lucas 15, 1-3.11-32), la cual ha inspirado a muchos artistas en la historia del arte occidental.

## Descripción
Esta obra reúne al hijo impúdico, al padre y al hijo ejemplar, en la que el arrepentimiento suplica compasión.
En esta escultura, Rodin dispuso al hombre de rodillas sobre un roca, para enfatizar tres sentimientos: tristeza, dolor, y culpa. En la obra, el hombre tiene los brazos hacia arriba y la espalda arqueada, lo que refleja angustia, el joven se muestra con la boca abierta, parece gritar tras haber despilfarrado le herencia que le fue dada y abandonar a  su padre.
Obra contemporánea a la segunda maqueta de los Burgueses de Calais, la escultura manifiesta la derrota en gestos y posturas.
Un original más de esta pieza se exhibe en el Museo Rodin de París, y en él se aprecian figuras que derivaron directamente del Hijo pródigo.